# The Shepherd King
The Shepherd King er en amerikansk stumfilm fra 1923 af J. Gordon Edwards.

## Medvirkende
- Violet Mersereau som Michal
- Edy Darclea som Herab
- Virginia Lucchetti som Adora
- Nerio Bernardi som David
- Guido Trento som Saul